# Préfecture d'Altay
Pour les articles homonymes, voir Altaï (homonymie).
La préfecture d'Altay (阿勒泰地区 ; pinyin : Ālètài Dìqū ; ouïghour : قۇمۇل ۋىلايىت / Altay Vilayiti) est une subdivision administrative de la région autonome du Xinjiang en Chine. Elle dépend de la préfecture autonome kazakhe d'Ili. Son chef-lieu est la ville d'Altay.

## Géographie
La préfecture d'Altay est située dans l'extrême nord de la région autonome du Xinjiang. Elle est limitrophe (d'ouest en est) du Kazakhstan, de la Russie et de la Mongolie, dont elle est séparée par la chaîne montagneuse de l'Altaï.

## Climat
Le climat est variable selon l'altitude : de montagnard à continental sec dans les régions les plus basses. Les températures moyennes pour la ville d'Altay vont d'environ −16,1 °C pour le mois le plus froid à +21,9 °C pour le mois le plus chaud, avec une moyenne annuelle de 4,3 °C (chiffres arrêtés en 1991), et la pluviométrie y est de 184,3 mm (chiffres arrêtés en 1990). Les régions d'altitude, qui bénéficient d'une plus grande pluviométrie, sont utilisées comme zones de pâturage entre 1000 et 2500 ou même 3000 m selon la saison.

## Démographie
Lors du recensement de 2000, les Kazakhs constituaient l'ethnie majoritaire (51 %) de la préfecture, qui comptait alors 561 667 habitants.
La population de la ville d'Altay était estimée à 143 841 habitants en 2007.

## Culture
Les monts Altaï recèlent de nombreuses reliques culturelles des peuples nomades de la région, notamment des pétroglyphes et des peintures polychromes. Ces peintures, bien que fragiles, sont dans un bon état de conservation dans les grottes d'Arktas (près de la ville d'Altay), de Tangbaletas (dans le district de Fuyun) et de Dugat (dans le district de Habahe).

## Économie
La partie montagneuse de la région est riche en métaux non ferreux. Le district de Fuyun est le premier producteur d'or de Chine.
C'est également une zone d'élevage, notamment de moutons de race Altay, caractérisés par leurs importantes réserves de graisse, qui leur permettent de résister à l'absence fréquente de pâturages durables.

## Transports
La ville d'Altay est située à environ 300 km par la route de la ville de Karamay. Il existe un vol quotidien de la compagnie China Southern Airlines entre l'aéroport d'Altay (code AITA AAT) et la capitale provinciale Ürümqi.

## Subdivisions administratives
La préfecture d'Altay exerce sa juridiction sur sept subdivisions - une ville-district et six xian :
- la ville d'Altay - 阿勒泰市 Ālètài Shì ;
- le xian de Burqin - 布尔津县 Bù'ěrjīn Xiàn ;
- le xian de Fuyun - 富蕴县 Fùyùn Xiàn ;
- le xian de Fuhai - 福海县 Fúhǎi Xiàn ;
- le xian de Habahe - 哈巴河县 Hābāhé Xiàn ;
- le xian de Qinggil - 清河县 Qīnghé Xiàn ;
- le xian de Jeminay - 吉木乃县 Jímùnǎi Xiàn.

### Sources principales
- (en) Altay Prefecture Travel Guide (World 66)
- (en) The Polychrome Rock Paintings in the Altay Mountains
- (en) Altay sheep